# Serbajadi (plaats)
Serbajadi is een bestuurslaag in het regentschap Serdang Bedagai van de provincie Noord-Sumatra, Indonesië. Serbajadi telt 252 inwoners (volkstelling 2010).